# Kurhanne, Simferopol
Kurhanne (în ucraineană Курганне) este un sat în comuna Rodnîkove din raionul Simferopol, Republica Autonomă Crimeea, Ucraina.

## Demografie
Componența lingvistică a localității Kurhanne
     Rusă (55,92%)
     Tătară crimeeană (28,34%)
     Ucraineană (14,84%)
     Alte limbi (0,45%)
Conform recensământului din 2001, majoritatea populației localității Kurhanne era vorbitoare de rusă (55,92%), existând în minoritate și vorbitori de tătară crimeeană (28,34%) și ucraineană (14,84%).